# 盛炳緯
盛炳緯（1855年—1930年），字省傳，浙江鎮海人，清朝政治人物、進士出身。
光緒六年（1880年）庚辰科進士；同年五月，改翰林院庶吉士。光緒九年四月，散館，授翰林院編修。光緒十一年，任四川學政。光緒十七年，改江西學政。
父盛植型为清咸丰六年进士，故以“父子进士”闻名，堂弟盛炳纪为晚清民国银行业巨头。